# Le Bellay-en-Vexin
Le Bellay-en-Vexin – miejscowość i gmina we Francji, w regionie Île-de-France, w departamencie Dolina Oise.
Według danych na rok 1990 gminę zamieszkiwały 154 osoby, a gęstość zaludnienia wynosiła 31 osób/km² (wśród 1287 gmin regionu Île-de-France Le Bellay-en-Vexin plasuje się na 1026. miejscu pod względem liczby ludności, natomiast pod względem powierzchni na miejscu 679.).